# Жуан да Гама
Жуан да Гама (порт. João da Gama; бл. 1540 — після 1591) — португальський мореплавець, дослідник і колоніальний адміністратор на Далекому Сході в останній чверті XVI століття, онук Васко да Гами. Відомий своїм плаванням з португальського Макао вздовж узбережжя Японії через Тихий океан до Нової Іспанії в Америці у найпівнічніших широтах, що до того часу відвідувались європейцями. Змушений обставинами, він одним із перших здійснив навколосвітню подорож в напрямку з заходу на схід. Землі, які відкрив Жуан да Гама на північний схід від Японії, стали у наступні століття джерелом легенд і спекуляцій, надихаючи європейські держави на їх пошуки.

## Ранні роки
Про дитинство та юність Жуана де Гама відомо небагато, хоча вважається, що він народився приблизно в 1540 році. Його батьками були Франсішку да Гама, 2-й граф Відігейра, син дослідника Васко да Гами, першовідкривача морського шляху в Індійський океан та Гвіомар де Вільена, графиня Відігейра. Він був одружений з Жуаною де Менезіш і мав одного сина, Вашку да Гама, який згодом став капітаном Чаула.
Жуан да Гама став капітаном Малакки між 1578 і 1582 роками. Він люб'язно прийняв португальського представника, який приніс новину про коронацію Філіпа II Іспанського як короля Португалії, але визнав новий порядок лише пізніше, після прямої вказівки віцекороля Індії. Під час його повноважень він мав численні політичні конфлікти, спричинені ймовірними особистими порушеннями, які призвели до політичного протистояння з адміністративними органами міста, що призвело до судового процесу. Його звинуватили в завданні шкоди інтересам Малакки і викликали в Лісабон, щоб відповісти за свої дії і навести докази на свій захист.

## Плавання на схід
Він повернувся на Схід з метою взяття участі в торгівлі нанбан між португальським Макао і японським Нагасакі, торговим шляхом, монополізованим Португалією. Гама був одружений на доньці Жуана де Менезіша Баруша, капітана Кочіна. Він залишив дружину у своїй резиденції в Кочіні і в 1588 році відплив до Макао в супроводі свого брата Мігеля да Гами. Того року щорічне плавання ще не відбулось через раптову смерть капітана Макао Жероніму де Соуза. Після укладення торгової угоди між Макао та португальсько-єврейським новим християнином Бартоломеу Ландейру, Жероніму де Соуза також готувався відправити корабель на Філіппіни. В цей час в Японії був виданий антихристиянський едикт і Жуан да Гама, сподіваючись отримати більший прибуток і нові можливості та всупереч усім заборонам, вирішив здійснити експедицію до американської Нової Іспанії за власний кошт і на свій страх і ризик.
Да Гама користувався повагою в Макао, як видно з листа, який міська рада Макао написала королю 30 червня 1588 року, в якому вихваляється да Гама, тодішній капітан Макао та Японії. Вони також просили короля, щоб він надав посаду капітана Жуану Да Гама довічно. Камара Макао скркд іншого згадує про нещодавні іспанські (кастильські) плавання до Макао та вказує причини, чому надалі це має бути заборонено. Гама та Рада Макао також стверджували, що прибутки від подорожі могли б підтримувати церкви, приюти та дві лікарні, одна з яких була для прокажених. Да Гама заволодів 600-тонною каракою, який замість йти з Макао до Індії, вирушив до Мексики, де можна було укладати набагато більш вигідні угоди, яких жадали жителі Макао. Через роки члени міської ради Макао публічно засудили та розкритикували да Гаму та його подорож.

## Перетин Тихого океану

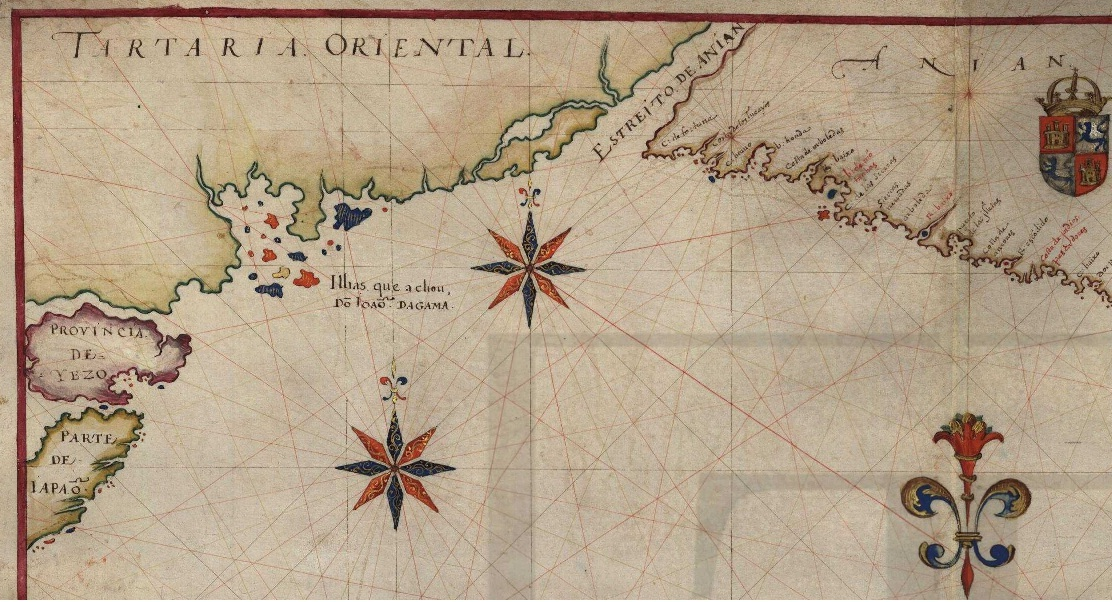
Атлас Жуана Тейшейри Альберназа I, 1643 рік, що показує північну частину Тихого океану та територію, яку досяг Жуан да Гама, включаючи знайдені Жуаном да Гама острови (можливо, Курильські острови, гіпотеза чітко показана на картах Джозефа Ніколя Деліля). Інші карти також посилалися на міфічну більшу землю, також на північний схід від Японії). Також показано міфічну або «визнану» протоку Аніан, що розділяє Азію та Америку. Частина відомого узбережжя Північної Америки, можливо, значно зміщена на північний захід

Ризикове рішення Жуана да Гама безумовно було прийняте з усвідомленням того, що це були незаконні дії, оскільки було добре відомо про заборону торгівлі між Португалією та Іспанією згідно іспансько-португальських Тордесільяскої та Сарагоської угод. Пізніше заборону було додатково підтверджено особистими листами Філіппа II віцекоролям Індії та Нової Іспанії, а також безпосередньо до адміністративних органів Макао та Філіппін у 1589 та 1590-х роках, що пізніше призвело до вигнання іспанців з Макао в 1592 році.
Можливо, ризикове рішення здійснити подорож від португальських до іспанських володінь полягалось на сподівання, що до цього випадку поставляться толерантно, як це сталося з деякими попередніми іспанськими плаваннями в Макао. Можливо також, що воно було прийнято через те, що да Гама підозрював, що у випадку повернення до Гоа він ризикує бути заарештованим за звинуваченнями у вчиненні якихось серйозних порушень. Реальність таких побоювань підтверджується листом, надісланим королем Іспанії та Португалії Філіппом ІІ віцекоролю Індії 6 лютого 1589 року, в якому віцекоролю наказувалося «арештувати благородного (Жуана да Гама) після його повернення з Китаю, закути у кайдани і відправити до Іспанії на борту цієї флотилії», як це було наказано Короною раніше, у 1587 році.
Однак Жуан да Гама, схоже, не знав про цей лист у 1588 році, оскільки 20 листопада того ж року він надіслав з Макао листа до короля, в якому повідомляв його про свій намір здійснити плавання до Іспанії через Мексику, нібито щоб передати особисто королю частину своїх повноважень в Китаї і показати, як легко здійснити завоювання цієї країни (насправді португальці Макао були проти такого проекту). Двома днями раніше, 18 листопада, Домінгуш Сегураду з Макао також написав королю, щоб повідомити про караблетрощу поблизу Макао іспанського корабля з американської Нової Іспанії та відправлення його екіпажу на кораблі да Гами, що здійснював плавання з Ідії до Японії і який, опинившись у Макао, прийняв наказ віцекороля Індії транспортувати цей екіпаж до Мексики Автор листа, Домінгуш Сегураду виконував обов'язки капітана Макао під час відсутності Да Гами і пропонував власне призначення на цю посаду як нагороду за його послуги, або як альтернативу — надання права здійснити два плавання з Китаю до Нової Іспанії.

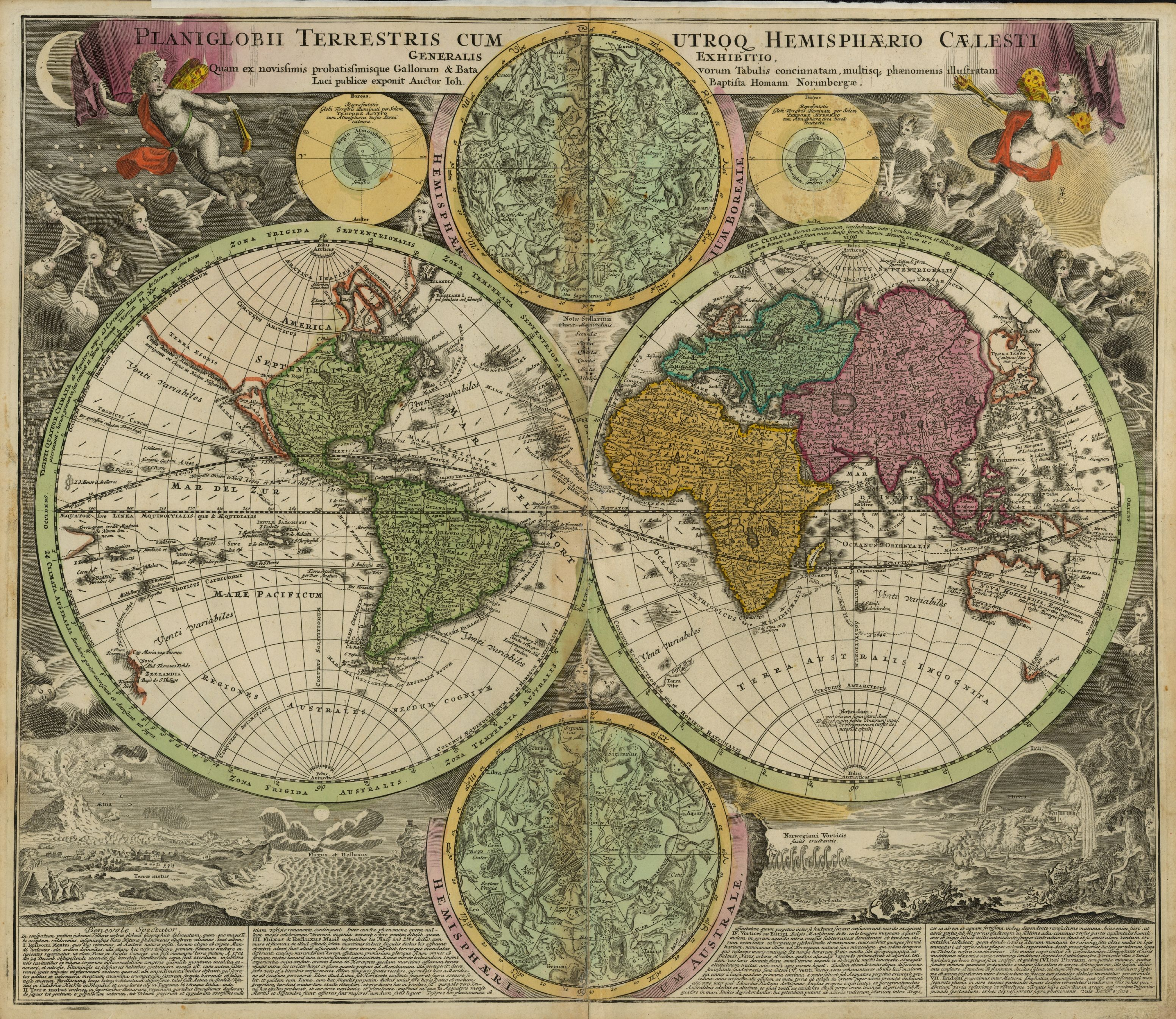
Planiglobii Terrestris Cum Utroque Hemisphaerio Caelesti Generalis Exhibitio Йоганна-Баптиста Гоманна, Нюрнберг 1707 р. Планісфера з картою західного узбережжя Північної Америки, де обидві Каліфорнії (включаючи американську Каліфорнію до мисів Мендончіно, Себастьяно та Бланко на 40º-45º пн. ш., на схід-південний схід від уявної протоки) намальовані як єдиний острів і з приміткою: «Costa Terrae borealis incognitae виявлено Д. Жуаном да Гамою під час плавання з Китаю до Нової Іспанії». Ця ж легенда повторюється на його іншій карті 1720 року, більш розширеній на північний захід і вже з обома Каліфорніями, пов’язаними з материком, на північно-західному узбережжі, що, можливо, відповідає сучасному північному узбережжю Сполучених Штатів і Канаді

Після початку плавання з Макао через пошкодження, спричинені тайфуном, да Гама був змушений шукати притулку на острові Амакуса біля узбережжя Японії. Після ремонту, у жовтні 1589 року він продовжив своєплавання. На шляху до Мексики він перетнув Тихий океан на набагато вищій широті (близько 45° пн.ш. і, можливо, навіть північніше), ніж курс, яким в ті часи зазвичай користуються іспанські манільські галеони (зазвичай поблизу 40° пн.ш.), що подорожували між філіппінською Манілою та західним узбережжям Мексики. На своєму шляху Да Гама пройшов повз острів, який з тих пір називався Едзо (острів Хоккайдо), після чого відкрив «Землю Гама», яка може відповідати одному або декільком Курильським островам. Плавання від Японії до Акапулько, куди Да Гама прибув у березні 1590 року, зайняло п'ять місяців. За цей час мореплавець цілком міг піти на північ вздовж основного японського узбережжя до Курильських, а від них до Алеутських островів, а потім спуститися на підень вздовж американського узбережжя. Спочатку на португальських картах його ім'я було пов'язане з розпливчастою землею, яку він бачив на північний схід від Японії.

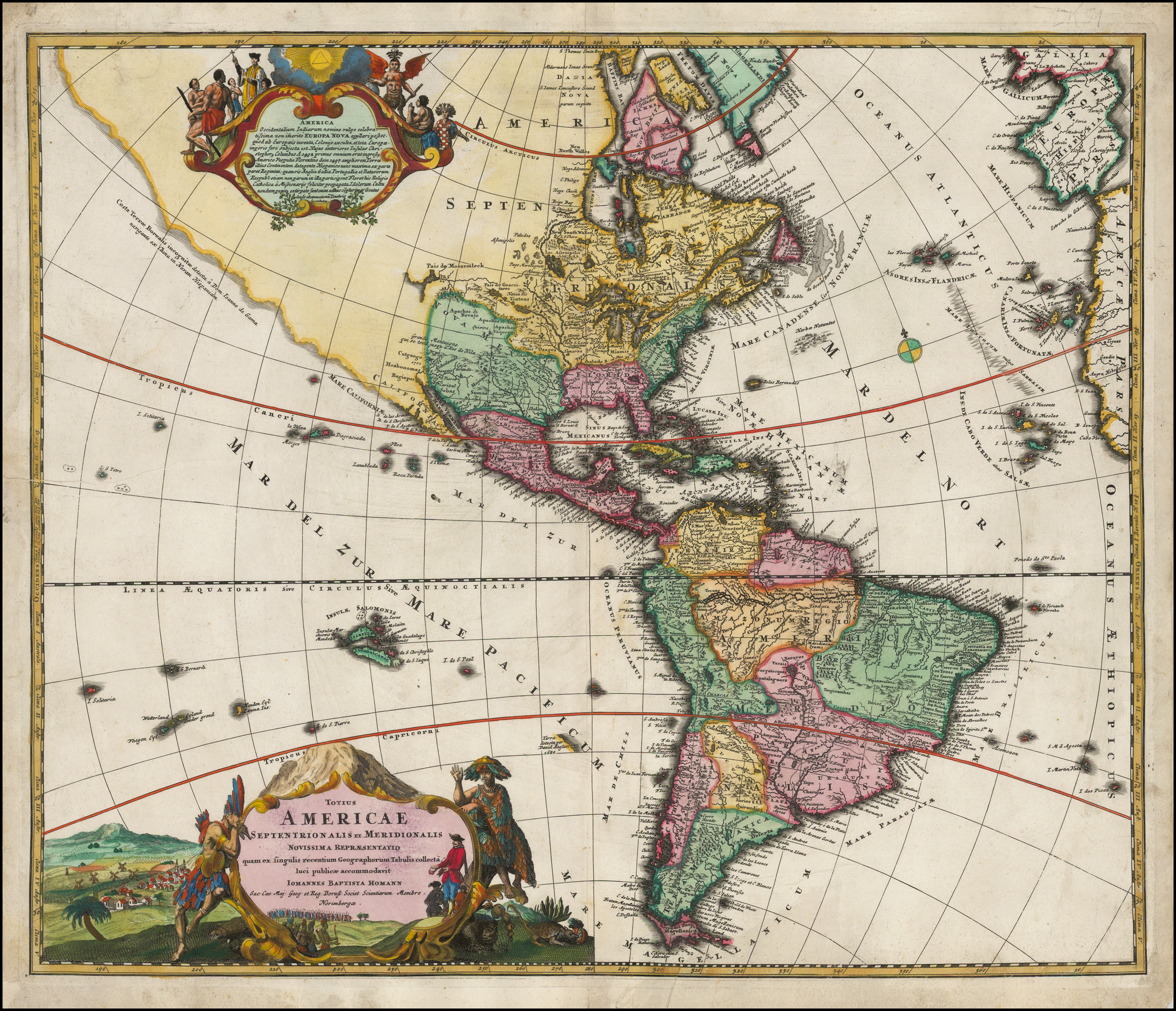
Америка у 1720 році Йоганна Гоманна з Terra Esonis, визнаною Жоао да Гамою, подорожуючи з Китаю до Нової Іспанії

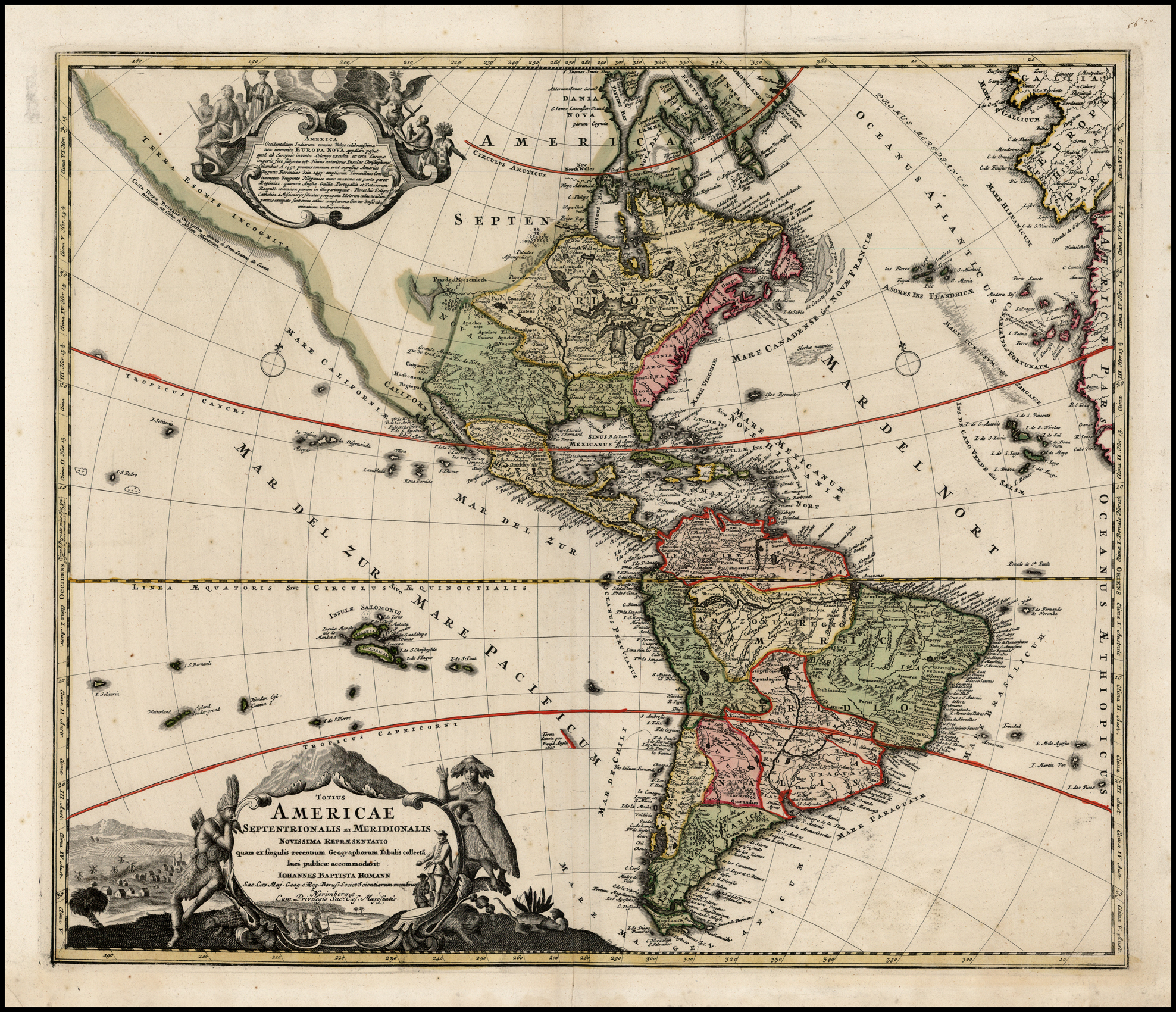
Америка у 1720 році тим самим Йоганном Батистом Хоманном, з тією самою північною землею Esonis incognitae, яку побачив Жоао да Гама

Гіпотеза про те, що Жуан да Гама досліджував або досяг Північної Америки так далеко на півночі, як Хуан Родрігес Кабрільйо, Бартоломе Феррер, Френсіс Дрейк і Франсіско Галі, який у 1584 році відплив з Макао й, можливо, побачив острови з металами в 500 льє на схід або на схід-північний схід від південно-східної Японії (приблизно 29° пн. ш. або далі на північ) або, як пізніше, Себаштіан Родрігіш Сороменью, або висадився далі на північ, беручи до уваги його маршрут зі сходу, не має прямих доказів через втрата значної частини документації щодо сусіднього північноамериканського маршруту, яким він користувався, та інших його можливих висадок у Північній Америці, за винятком новини про його успішне прибуття в Акапулько в березні 1590 року.  Тим не менш, декілька карт пізніше вказують на дослідження та відкриття Жуаном да Гамою значної частини західного та північного заходу тоді ще невідомого та відомого узбережжя Північної Америки. У 1630-х роках документи потрапили до португальського картографа Жуана Тейшейра Алберназа, коли він був у Севільї. Зрештою в паперах містився ескіз довгого північного узбережжя Тихого океану, який Жуан да Гама оглянув під час свого плавання.
Після прибуття до Акапулько і до моменту свого арешту, Жуан да Гама зумів продати частину своїх товарів через двох сефардських нових християн і отримав за них 22 000 песо. З них дві тисячі були використані для оплати Да Гама, а решту двадцять тисяч він відправив до португальської Бразилії через своїх представників (чотири торговці, двоє з яких, можливо, були б новохристиянами). Здається, вони успішно впоралися з місією.
Подорож Да Гами прямо суперечила законодавству Іберійської корони, яке забороняло комерційні операції між Іспанською та Португальською імперіями. Відтак Жуан да Гама був заарештований, а його корабель і залишки нереалізованого вантажу конфісковані місцевою владою. Однак, незважаючи на те, що Португалія та Іспанія тоді перебували в спільній унії, майно Жуана да Гами, а також його карти та навігаційні журнали були конфісковані. Залишки його товарів були оцінені в 140 000 песо. Справа Жуана да Гами була передана на розгляд в Каса-де-Контрасьйон у Севільї. Португальський екіпаж і купці, які брали участь у подорожі, повернулися до Макао через Філіппіни після перебування в Мексиці, куди вони привезли срібло, а самого Жуана да Гама було відправлено до Севільї, щоб розглянути його справу в Каса-де-Контрасьйон. Після подорожі з Мексики до Іспанії через Атлантичний океан, Жуан да Гама став одним із перших людей, які здійснили навколосвітню подорож в східному напрямку.
У транстихоокеанському переході від Макао до Акапулько да Гама передував Франциско Галі та Педро де Унамуно.
Ймовірно, Жуан да Гама помер в Іспанії чи Португалії після 1591 або 1592 років, перш ніж було винесене рішення по його справі.

## Пошуки землі «Жуан-да-Гама-Ленд» або «Гамаленд»

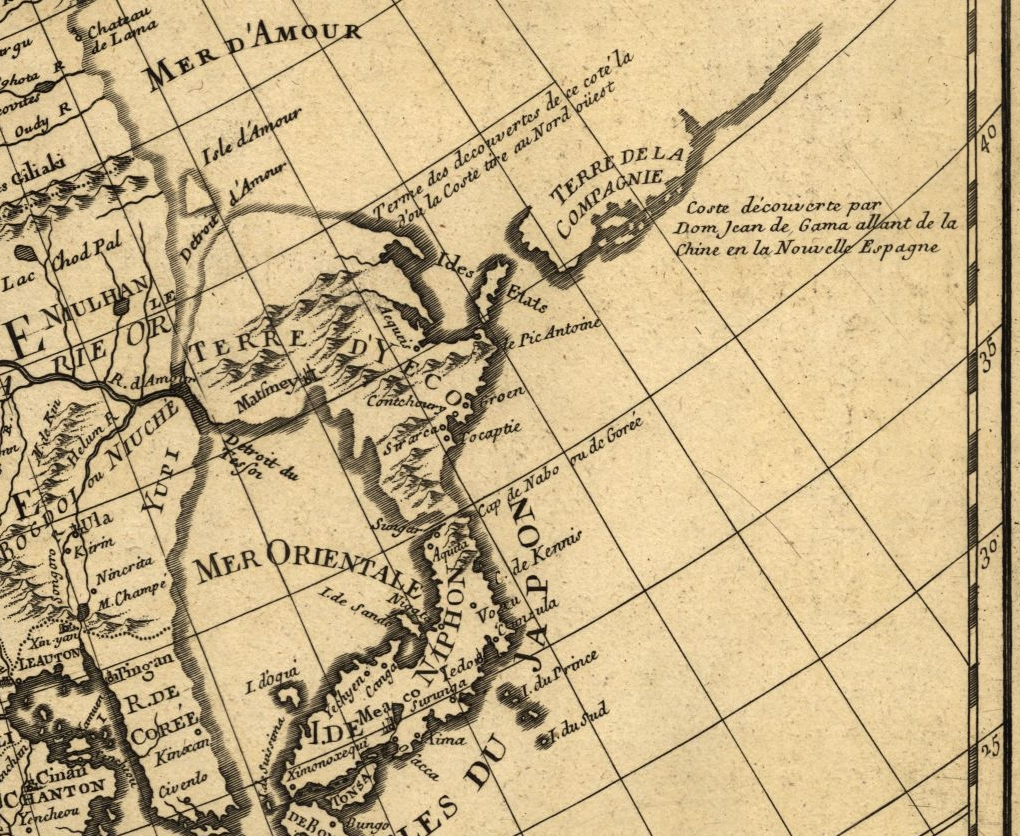
Карта Азії Гійома Деліля, яка описує Землю компанії як «Coste découverte par Dom Jean de Gama allant de la Chine à la Nouvelle Espagne».

У XVIII столітті росіяни, перетнувши Сибір і досягнувши Берингової протоки між Сибіром і Аляскою, взяли на себе ініціативу в дослідженні північних кордонів Тихого океану. Однією з цілей російської Великої Північної експедиції, очолюваної данським дослідником Вітусом Берінгом, було вирушити з Охотська на Камчатці та розвідати звідти легендарну «Землю Жуана-да-Гама». З «Землі Жуана-да-Гама» експедиція Берінга мала вирушити далі на схід до узбережжя Північної Америки.
Вважалося, що між Камчаткою і американським континентом існувала міфічна земля «Гамаленд». Протягом наступних 150 років різноманітні суперечливі карти зображували безліч реальних або уявних островів між Хоккайдо та Камчаткою, плутаючи існуючі Курильські острови з Землею Компанії, державним островом (названим на честь дослідження в 1643 році головних південних Курильських островів і Сахаліну голландським дослідником Маартеном Герріц Фрісом), «Терра Есоніс» і «Гамаленд». Приблизно в 1731 році Російська адміралтейська колегія попросила Академію наук підготувати карту північної частини Тихого океану. Жозеф-Нікола Деліль підготував карту та супровідні мемуари на основі роботи його старшого брата Гійома. На карті зображено три острови, згадані вище, і «Землю, яку бачив дон Жуан де Гама», яка відривається в напрямку Америки. Коли в травні 1741 року в Петропавловську визначали маршрут другої подорожі Вітуса Берінга, ця карта або інша, заснована на ній, явно вплинула на його вибір.